# Dipikar
Dipikar est une île fluviale du Cameroun située dans la Région du Sud, en bordure du golfe de Guinée, à proximité de la frontière avec la Guinée équatoriale. Remarquable pour sa biodiversité, elle fait partie du parc national de Campo-Ma’an.

## Géographie
Elle est entourée par les deux bras du Ntem (le Ntem proprement dit et son affluent la Bongola) qui se rejoignent dans l'estuaire (Río Campo), 8 km avant de se jeter dans l'océan.
L'île atteint 16 km de largeur et 40 km de longueur.

## Histoire
On y trouve quelques vestiges de l'ère coloniale allemande.

## Environnement
L'île abrite plusieurs espèces de plantes endémiques, telles que Ledermanniella kamerunensis (Engler) C.Cusset, Prismitera luteoviridis (Exell) N.Hallé var. kribiana N.Hallé, Albertisia glabra (Diels ex Troupin) Forman, Campylospermum letouzeyi Farron, Psychotria eladii O.Lachenaud, Deinbollia mezilii D.W.Thomas & D.J.Harris, Urera gravenreuthi Engl., Rinorea letouzeyi Achoundong ou Cola praeacuta Brenan & Keay.